# Savy-Berlette
Savy-Berlette é uma comuna francesa na região administrativa de Altos da França, no departamento de Pas-de-Calais. Estende-se por uma área de 7,49 km². Em 2010 a comuna tinha 1 085 habitantes (densidade: 144,9 hab./km²).